# Lee Marvin
Lee Marvin (født 19. februar 1924, død 29. august 1987) var en amerikansk filmskuespiller.
Han vandt en Oscar i 1965 for sine roller som Kid Sheleen og Tim Strawn i filmen Cat Ballou.
Foruden sin karriere som skuespiller var Lee Marvin en dekoreret veteran fra Anden Verdenskrig.